# Langues gela-guadalcanal
Les langues gela-guadalcanal sont des langues austronésiennes et constituent un des sous-groupes des langues océaniennes parlées aux Salomon.

## Classification

### Place parmi les langues océaniennes
Les langues gela-guadalcanal sont appelées langues bugotu-gela-guadalcanal par Lynch, Ross et Crowley. Elles sont l'un des deux sous-groupes des langues salomoniques du Sud-Est. Ces dernières sont rattachées à l'océanien central-oriental.

### Classification interne
Les langues gela-guadalcanal sont constituées d'une langue, le bugotu, et de la famille des langues gela-guadalcanal :
- bugotu
- famille gela-guadalcanal :
  - langues gelique :
    - gela
    - lengo

  - langues guadalcanal :
    - guadalcanal occidental
    - talise (ou tolo)
    - malango
    - birao

## Sources
- (en) Lynch, John; Malcolm Ross et Terry Crowley, The Oceanic Languages, Curzon Language Family Series, Richmond: Curzon Press, 2002,  (ISBN 0-7007-1128-7)